# Мститель (фильм, 1915)
«Мститель» (1915) — художественный немой фильм Бориса Орлицкого. Фильм вышел на экраны 29 сентября 1915 года.

## Сюжет
Экранизация одноимённого рассказа М. Арцыбашева. Сюжет изложен в журнале «Кинема» (1915).
Красавец граф Х. был обвинён в убийстве великосветской женщины Марианны. Суд оправдывает его. Он становится женихом дочери банкира и ведёт расточительный образ жизни. 
За ним следит мужчина, который считает, что граф подлый убийца и заслуживает смерти. Выясняется, что он отсидел 10 лет за убийство жены. Он предлагает дуэль на ножах. 
Мститель убивает графа ударом ножа, но и сам умирает от полученных ран.

## В ролях
| Актёр         | Роль     |
| ------------- | -------- |
| М. Муратов    | граф     |
| Н. Сперанский | мститель |
| К. Филипп     | банкир   |

## Критика
Историк дореволюционного кино Вениамин Вишневский писал, что «фильм имел успех у публики и кинокритики благодаря интересной режиссёрской работе».